# Walter Walker (senator)

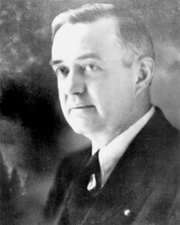
Walter Walker

Walter Walker, född 3 april 1883 i Crittenden County, Kentucky, död 8 oktober 1956 i Grand Junction, Colorado, var en amerikansk demokratisk politiker. Han representerade delstaten Colorado i USA:s senat från september till december 1932.
Walker gick i skola i Kentucky och flyttade 1903 till Colorado. Han gifte sig den 2 november 1903 med Kathie Woods. Han var verksam som publicist i Grand Junction.
Senator Charles W. Waterman avled 1932 i ämbetet och Walker blev utnämnd till senaten. Walker kandiderade utan framgång i fyllnadsvalet och efterträddes som senator av Karl C. Schuyler.
Walker avled 1956 och gravsattes på Orchard Mesa Cemetery i Grand Junction.